# NDSM terrein

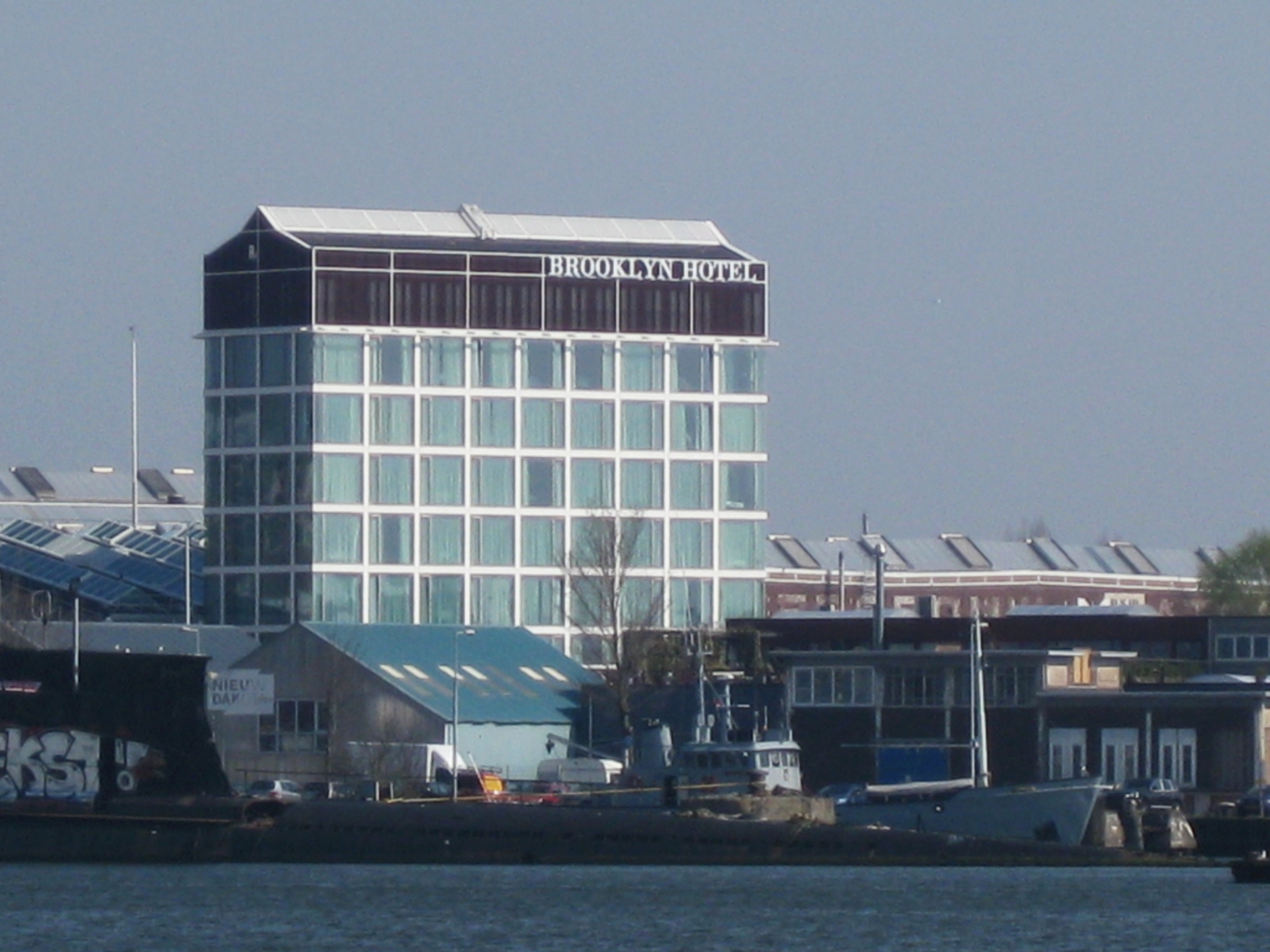

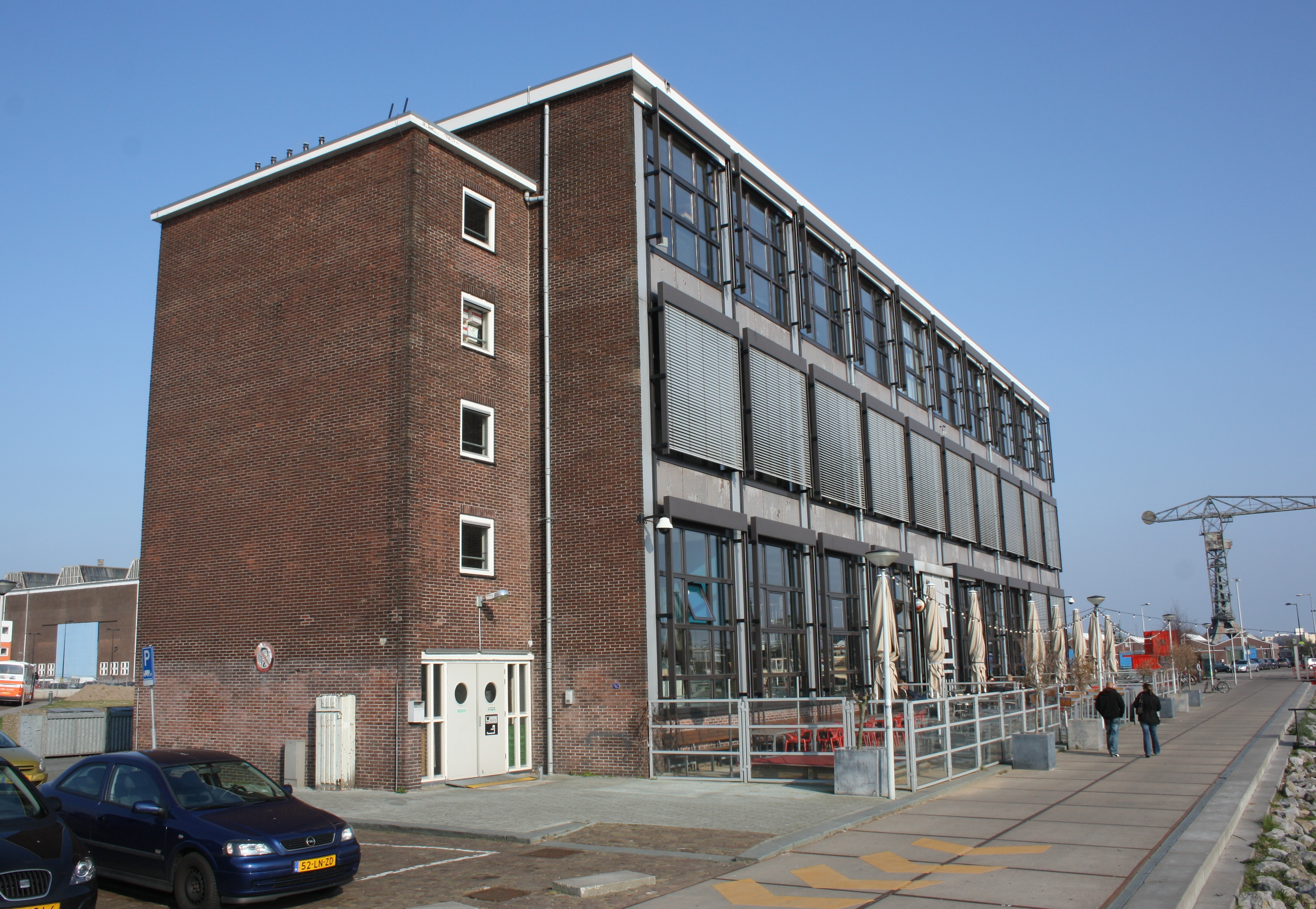

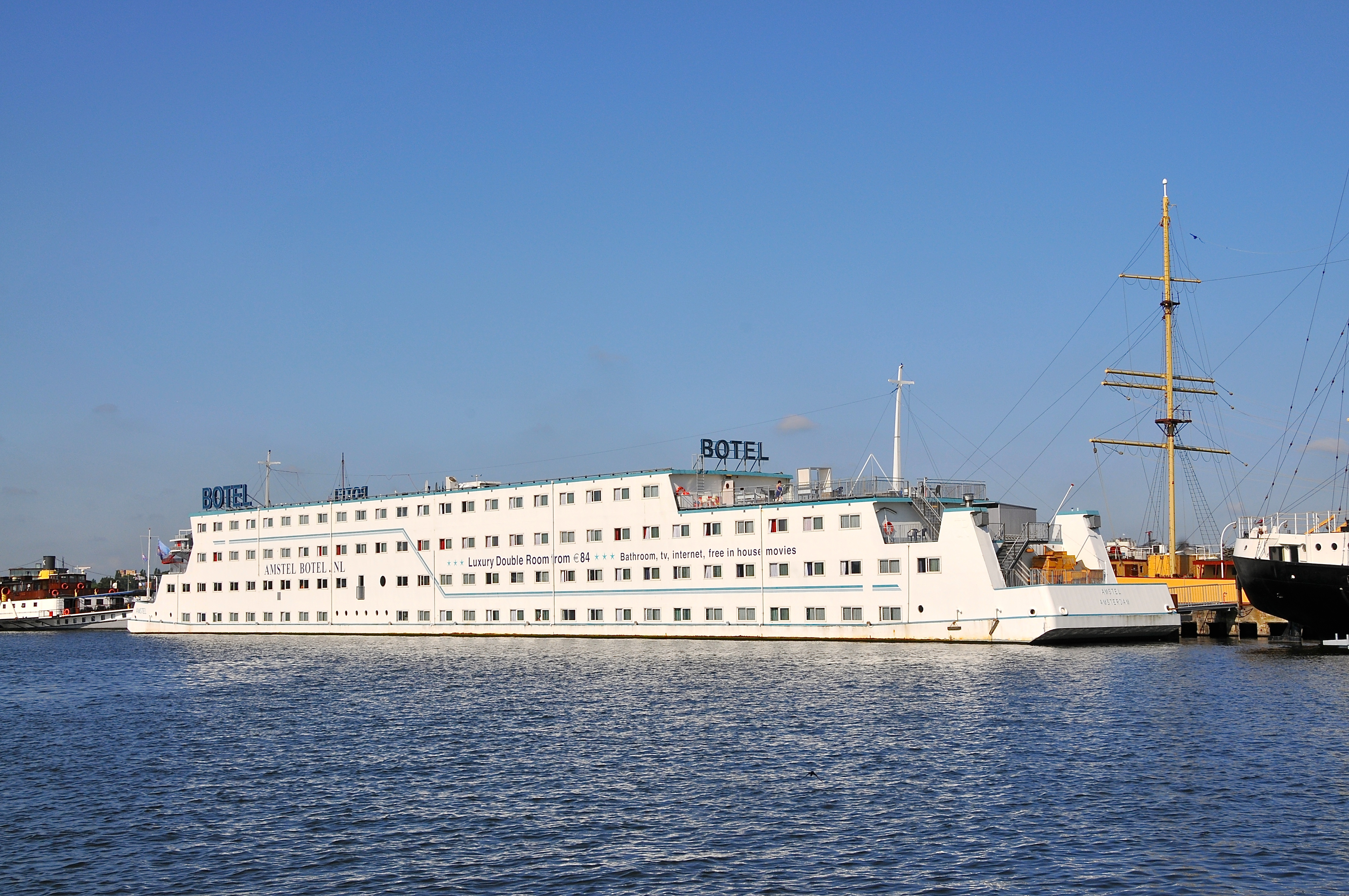

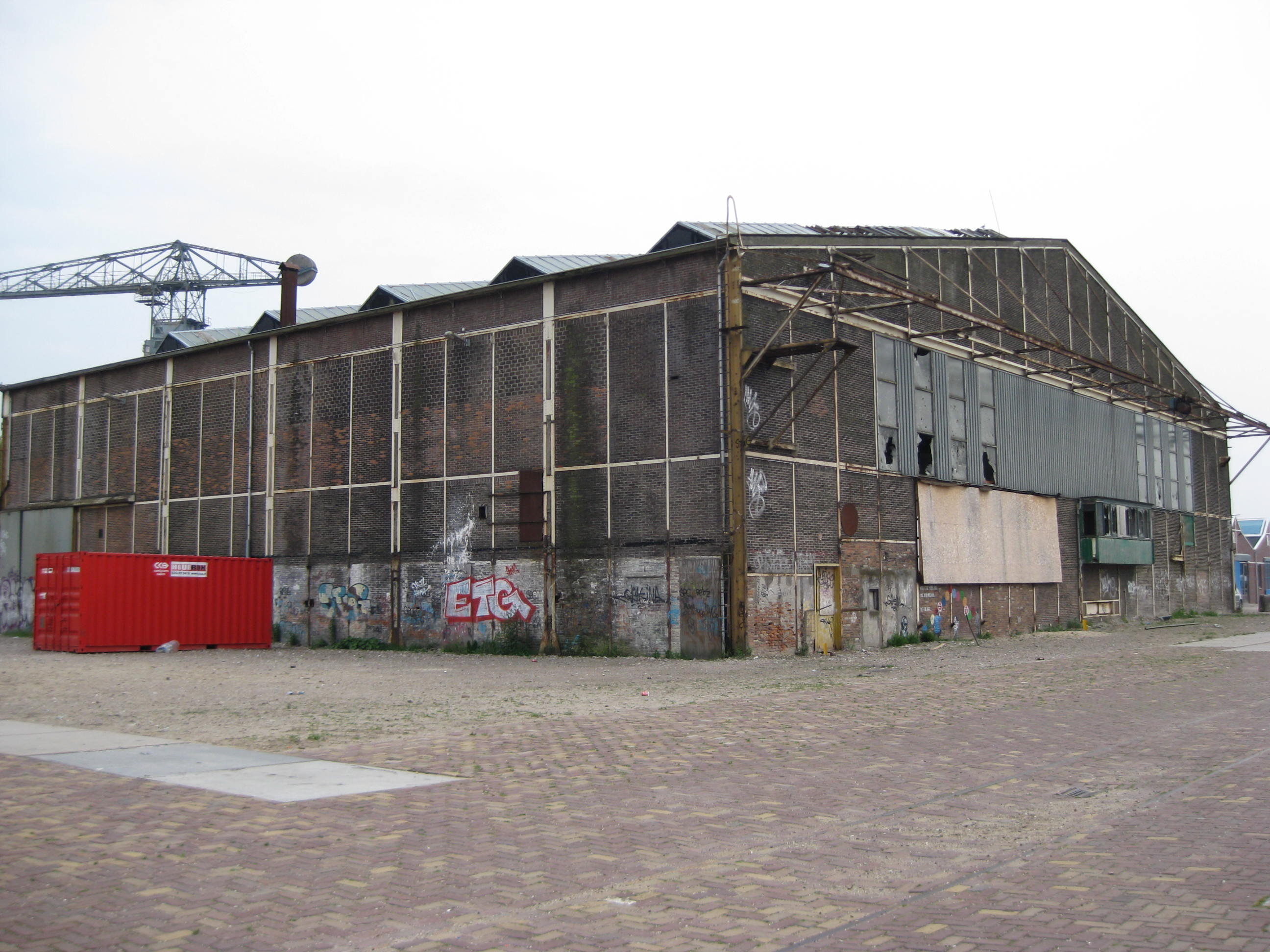

Het NDSM terrein of simpelweg NDSM is een wijk in Amsterdam-Noord of het voormalige terrein van de NDSM-werf.

## Geschiedenis
In mei 1984 werd de NSM failliet verklaard. Het werfterrein kwam onder beheer van het stadsdeel Amsterdam-Noord, dat in eerste instantie inzette op conservering in de hoop op behoud van werkgelegenheid. Nog vijf jaar lang onderhielden oud-werknemers de installaties op het terrein, om een herstart mogelijk te maken. In 1989 diende zich een kandidaat aan. Scheepswerf Vervako kon een order krijgen voor drie vrachtschepen. Het eigen terrein
in Heusden was daarvoor te klein. Terwijl de werf weer bedrijfsklaar werd gemaakt, woedde echter op 25 januari 1990 een zware storm over West-Europa, waarbij
de portaalkraan onherstelbaar werd beschadigd. Daardoor moest het plan worden afgeblazen.
De vier gegraven dokken op het noordwestelijke deel van de NDSM waren al in 1987 in gebruik genomen door scheepsreparatiebedrijf Shipdock Amsterdam BV (vanaf 2003 Amsterdam Ship Repair, vanaf 2005 Shipdock BV, en sinds januari 2015 Damen Shiprepair Amsterdam).
De leegstaande gebouwen op het zuidoostelijke deel van het NDSM-terrein werden na verloop van tijd gekraakt. Hieruit ontwikkelde zich een van de Amsterdamse 'broedplaatsen', betaalbare woon- en werkruimten voor kunstenaars, ambachtslieden en ondersteunende bedrijfjes. Zij verenigden zich in de Stichting Kinetisch Noord, die vanaf 2001 met subsidie van diverse instanties de nieuwe gebruiksmogelijkheden mocht proberen. In juli 2006 werden de grote scheepsloods, het buitenterrein en de hellingbanen aan de stichting overgedragen.
Een ander deel van het enorme terrein is in gebruik bij het Maritiem Kwartier Amsterdam-Noord, dat zich richt op het beheren en onderhouden van een collectie historische zeeschepen en deze voor allerlei doeleinden te exploiteren. In een monumentale timmerwinkel werd het hoofdkantoor van MTV Networks ondergebracht, na restauratie door de architect Max van Aerschot.
Sinds 2002 staat een aantal afgedankte trams op het terrein, die in gebruik zijn genomen door kunstenaars. Het betreft de GVB-drieassers 896 en 965 en de RET-gelede wagen 319 (ex-269).
In 2012 zijn er voorzieningen voor een jachthaven aangelegd. Er is daarvoor een zeshonderd meter lange golfbreker in het IJ gemaakt. In september 2012 werd hier voor het eerst de HISWA gehouden.
De grote kraan, Hensen Kraan 13, op het NDSM-terrein werd in juli 2013 gedemonteerd en op 26 juli 2013 naar een werf in Franeker overgebracht om te worden opgeknapt en verbouwd tot luxe-hotelkamers. Op 22 oktober 2013 keerde de kraan terug naar het NDSM-terrein als het Faralda NDSM Kraan Hotel, bestaande uit drie hotelsuites en een televisiestudio. Sinds 2021 is het STRAAT museum gevestigd op NDSM, een museum met wisselde straatkunst objecten. Momenteel wordt NDSM-West getransformeerd tot een hoogbouw stadswijk met maximaal 5000 woningen. Deze ontwikkeling duurt tot 2034. Een toren van 120 meter moet een landmark worden voor de buurt. Er zijn vele populaire restaurants/bars op NDSM, zoals Pllek, Noorderlicht, Loetje aan het IJ, IJver, Next.

## Evenementen
Het NDSM terrein is verder bekend om de vele evenementen die er jaarlijks plaatsvinden. Evenementen die op het NDSM terrein plaatsvinden of hebben plaatsgevonden zijn:
- Robodockfestival (2005-2010)
- Over het IJ Festival (locatietheaterfestival) (2017 - heden)
- DGTL Festival Amsterdam (elektronische muziek) (2013 - heden)
- Pleinvrees (elektronische muziek)
- Into the Woods (ADE)
- Tropikali